# Gerd Mackensen
Gerd Mackensen (* 15. November 1949 in Nordhausen; † 20. August 2023) war ein deutscher Maler, Grafiker, Bühnenbildner, Fotograf und Bildhauer.

## Leben und Werk
Mackensen besuchte bis 1968 in Nordhausen die Erweiterte Oberschule und machte das Abitur mit Berufsabschluss als Kühlanlagenbauer. Dann leistete er bis 1970 Wehrdienst bei der NVA. Von 1970 bis 1975 studierte er an der Hochschule für Bildende Künste Dresden bei Günter Horlbeck und Gerhard Kettner. Danach arbeitete er als freischaffender Maler, Grafiker, Bühnenbildner, Fotograf und Bildhauer, von 1975 bis 1978 für das DEFA-Studio für Trickfilme in Dresden und von 1975 bis 1980 für den Kinderbuchverlag Berlin.
Mackensen schöpfte das Spektrum der bildenden Kunst mit großer Experimentierfreude aus. Er malte, zeichnete, stach, formte, filmte und fotografierte. Von der Miniatur bis zum Bühnenbild, von der kleinen Collage bis zur Plastik im öffentlichen Raum scheute er kein Format.
Mackensen lebte ab 2008 in Sondershausen. Er war bis 1990 Mitglied im Verband Bildender Künstler der DDR und hatte in der DDR und im Ausland eine bedeutende Zahl von Einzelausstellungen und Ausstellungsbeteiligungen, u. a. 1977/1978, 1982/1983 und 1987/1988 an der VIII. bis X. Kunstausstellung der DDR in Dresden.
Mackensen unterhielt freundschaftliche Beziehungen zu Klaus-Dieter Kerwitz.

## Werkbeispiele

### Druckgrafik
- Stationen unserer Geschichte (Zyklus von Farblinolschnitten; 1975; auf der VIII. Kunstausstellung der DDR)[2]
- Künstler im Dorf (Linolschnitt, 1979; Kunstsammlung der Wismut GmbH, Chemn[3]itz)[4]
- Ordnung und Sicherheit (Collage, 1981; auf der IX. Kunstausstellung der DDR)
- Golf-Spieler (Linolschnitt/Schablone, 1982, 54 × 75,5 cm; auf der IX. Kunstausstellung der DDR)[5]

- Nur der Fahnenträger (1982, Linolschnitt/Schablone, 48 × 67,4 cm)
- Fertigmachen zum Absprung (1984, Linolschnitt/Schablone, 47 × 69 cm)

### Buchillustrationen
- Johann Wolfgang Goethe: Erotica. Edition Ornament im quartus-Verlag, Bucha. ISBN 978-3-947646-28-9 (mit Reproduktionen von Farbzeichnungen)[6]

## Ausstellungen seit der deutschen Wiedervereinigung (unvollständig)
- 2018 Kemenate Großbodungen Galerie in der Burg Atelier-Ausstellung mit Jost Heyder
- 2016 Kunsthandlung in der Marktstraße, Erfurt
- 2011 Kunsthaus Meyenburg Nordhausen
- 2010 Kunsthaus Apolda
- 2008 Galerie Rothamel Frankfurt am Main
- 2008 Galerie Oess Karlsruhe
- 2007 Kunsthalle Arnstadt
- 2005 Galerie Rothamel Erfurt; Städtische Galerie Meiningen; Kunsthaus Apolda Avantgarde, Apolda
- 2004 Jenoptik AG Jena; Kunstsammlung Neubrandenburg
- 2003 Galerie Rothamel Erfurt; Kunsthaus Meyenburg Nordhausen; Galerie Profil Weimar
- 2002 Fachhochschule Schmalkalden; Städtische Galerie Sonneberg (Katalog); Galerie Peters-Bahrenbrock Ahrenshoop; Galerie Sophien-Edition Berlin; Kunsthalle Arnstadt; Brandenburgische Kunstsammlungen Cottbus
- 2001 Galerie Rothamel Jena; Galerie Rothamel Erfurt
- 2000 Kunsthalle Erfurt
- 1999 Galerie Sophien-Edition, Berlin; Museum Bad Frankenhausen; Angermuseum Erfurt (Katalog); Thüringer Landesmuseum Schloss Heidecksburg Rudolstadt (Katalog)
- 1998 Art Frankfurt (one-man-show); Galerie Sophien-Edition, Berlin; Galerie 96, Luxembourg; Galerie Rothamel, Erfurt
- 1998: Gerd Mackensen, Otto Sander, Claus Weidensdorfer, Rainer Zille – Galerie Beethovenstraße, Düsseldorf
- 1997 Wallstraßen-Galerie, Mönchengladbach; Art Frankfurt; Galerie Talstraße, Halle; Städtische Galerie am Fischmarkt, Erfurt (Katalog)